# АЭС Нарора
АЭС Нарора (англ. Narora Atomic Power Station, хинди नरोरा अणुऊर्जा केंद्र) — атомная электростанция возле города Нарора (округ Буландшахр, штат Уттар-Прадеш) в Индии. В состав станции входят два энергоблока электрической мощностью по 220 МВт, оснащённые реакторами PHWR, введённые в эксплуатацию в 1991 и 1992 годах.

## Конструкция
Блоки АЭС Нарора — часть серии стандартных индийских блоков мощностью 220 МВт, основанных на технологии канадских CANDU, несколько улучшенные по сравнению с блоками АЭС Раджастан и АЭС Мадрас. Реакторы тяжеловодные, с тяжёлой водой в качестве теплоносителя и замедлителя и сборками с природным ураном в качестве топлива. Системы безопасности включают две независимые системы аварийной защиты и три различных системы аварийного теплоотвода.
Гермооболочка двойная, внутренняя из предварительно-напряжённого железобетона, внешняя — из железобетона. Внутренняя часть разделяется на сухой бокс и бак-барботер для аварийного сброса пара.
Турбоагрегаты изготовлены Bharat Heavy Electricals Limited по технической документации компании Alstom. В 2006 году тендер на модернизацию одной из турбин выиграл Турбоатом, стоимость контракта составила 5 млн. $.

## История
Строительство первого энергоблока было начато 1 декабря 1976 года. Практически через год, 1 ноября 1977 года, началось сооружение второго блока. Введены в эксплуатацию блоки в 1991-м и 1992-м годах соответственно. Стоимость строительства обоих составила всего 5,32 млрд рупий.
4 апреля 2011 года на севере Индии произошло землетрясение силой 5,7 баллов. Эпицентр находился в 450 км от станции. Разрушений на АЭС не было и оба блока продолжили работать в штатном режиме, однако на фоне событий на станции Фукусима I в Японии, происшествие вызвало панику среди местного населения.

## Пожар 1993 года
31 марта 1993 года на первом блоке станции произошёл серьёзный пожар. Исходным событием явилось разрушение двух лопаток последней ступени цилиндра низкого давления турбины. Последовавшая вибрация вызвала разрушение системы охлаждения генератора и системы смазки турбины (через 38—40 секунд после начала события) и выход, соответственно, водорода и масла с их быстрым возгоранием (ещё через 40 секунд). Через минуту после исходного события персонал, управляющий блоком, вручную инициировал его аварийную остановку и начал быстрое аварийное расхолаживание реактора. В короткое время пламя перекинулось на силовые кабеля и кабеля сетей управления системами (спустя 3 минуты 24 секунды с начала пожара), что вызвало сильнейшее задымление блочного щита управления через притяжную вентиляцию. Персонал был вынужден покинуть щит, тем более что повреждение кабелей вызвало полную потерю возможности управления системами и получения какой-либо информации. По этой же причине резервный щит управления оказался бесполезен. Повреждение силовых кабелей через 7 минут после начала пожара привело к полной потере электроснабжения собственных нужд на период 17 часов (продолжительность пожара составила 1,5 часа), в этой ситуации оказались бесполезными и резервные дизель-генераторы, и аккумуляторные батареи. В течение этого времени персонал наладил подачу воды пожарными шлангами и насосами во второй контур и осуществлял отвод остаточного тепловыделения реактора с помощью выпаривания этой воды через парогенераторы в атмосферу.
Никаких радиологических последствий инцидент не имел. Событию был присвоен 3 уровень по шкале ИНЕС из-за произошедшей в его ходе деградации глубокоэшелонированной защиты.

## Информация об энергоблоках
| Энергоблок | Тип реакторов | Мощность | Мощность | Начало строительства | Подключение к сети | Ввод в эксплуатацию | Закрытие |
| Энергоблок | Тип реакторов | Чистый   | Брутто   | Начало строительства | Подключение к сети | Ввод в эксплуатацию | Закрытие |
| ---------- | ------------- | -------- | -------- | -------------------- | ------------------ | ------------------- | -------- |
| Нарора-1   | PHWR          | 202 МВт  | 220 МВт  | 01.12.1976           | 29.07.1989         | 01.01.1991          |          |
| Нарора-2   | PHWR          | 202 МВт  | 220 МВт  | 01.11.1977           | 05.01.1992         | 01.07.1992          |          |